# Studebaker Gran Turismo Hawk

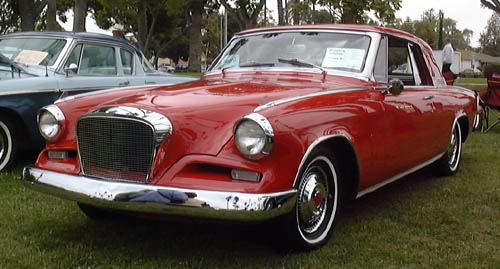
Studebaker Gran Turismo Hawk (1962)

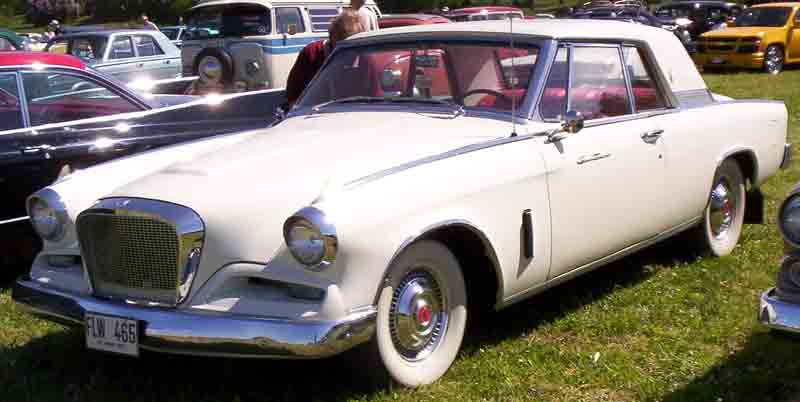
Studebaker GT (1962)

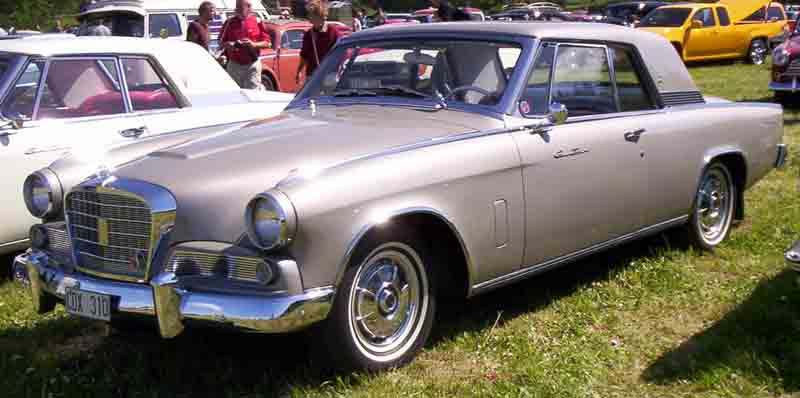
Studebaker GT (1964)

Der Studebaker Gran Turismo Hawk (oder GT Hawk) war ein sportliches Coupé, das die Studebaker-Packard Corporation von 1962 bis 1964 herstellte. Es war die letzte Entwicklung der Hawk-Serie, die 1956 mit dem Golden Hawk begann.

## Gran Turismo Hawk
Das Styling des GT Hawk war ein ziemlich radikales Facelift, das der Designer Brooks Stevens der alten Hawk-Form angedeihen ließ; Stevens wollte ein von europäischem Stil geprägtes Auto mit klaren Linien, und er nannte es Hawk Monaco (Der Prototyp hatte sogar monegassische Kennzeichen!). Die Motorhaube der früheren Modelle blieb erhalten, bekam aber einen stärker betonten Kühlerrahmen, um dem Mercedes-Benz ähnlicher zu sehen, der damals auch von Studebaker in den USA vertrieben wurde.
Trotz des europäischen Einflusses zeigte der Gran Turismo Hawk auch amerikanische Einflüsse: Die Dachlinie ähnelte mit ihren breiten C-Säulen stark der des Ford Thunderbird. Ein Chromstreifen über die gesamte Länge des Fahrzeugs hob den oberen Teil der Karosserie in der gleichen Weise hervor, wie der zeitgenössische Lincoln Continental. Insbesondere die Rücklichter waren nach dem Muster des Lincoln geformt und die Kofferraumhaube bekam eine Chromblende (um die Einkerbungen der Haube, die von der der Jahre 1956–1961 übernommen war, zu kaschieren), die der des Lincoln ebenfalls ähnlich sah.
Stevens umfangreiche, aber kostengünstige Veränderungen der Karosserie befreiten den Wagen endlich von den Heckflossen der 1950er-Jahre und den Seitenverzierungen früherer Jahre. Das Rückfenster war fast eben und zurückgesetzt, was seine Anschaffungskosten, die normalerweise sehr hoch waren, verminderte. Insgesamt behielt die Außenansicht ihren weichen, aerodynamischen Stil der früheren Studebaker, brachte ihn aber auf ein zeitgemäßes Niveau.

## Modernisierung des Innenraumes
Stevens überarbeitete auch den Innenraum und ließ ein modernes Armaturenbrett einbauen, das eine Reihe großer, leicht abzulesender Instrumente im Sichtfeld des Fahrers hatte. Die obere Kante des Armaturenbrettes war gepolstert, was bei einem Unfall die Insassen vor Verletzungen schützte. Dieses Armaturenbrett war noch ein Trendsetter von Studebaker; insbesondere spätere Chrysler-Modelle hatten Armaturenbretter, die dem des Hawk ähnelten.
Der GT Hawk hatte Schalensitze und eine Mittelkonsole vorne, wie sie in einen GT gehört, und alle Sitze waren entweder mit einer Kombination aus Stoff und Polyvinylchlorid oder auch nur mit Vinyl bezogen.
Leider stellte sich das besonders gerne georderte Vinyl 1962 als von zu geringer Qualität heraus und verfiel zusehends. Das Problem wurde durch eine Ausstattung mit US Royal Naugahyde Vinyl 1963 gelöst, aber das zusammengesessene Vinyl in den 1962er-Modellen förderte den guten Ruf der Wagen, die sich ohnehin schon schlechter als im Vorjahr verkauften, nicht gerade.

## Fahrgestell und Mechanik
Wegen der prekären finanziellen Situation von Studebaker blieben die unteren Teile des Wagens wie bei den Vorgängermodellen. Aus diesem Grund gab es zwischen den Fahrwerken eines GT Hawk von 1962 und einem 1953 Starliner / Starlight keinen Unterschied.
Unter der Motorhaube konnte sich ein Hawk-Käufer 1962 bei der 4,7-Liter-V8-Maschine zwischen der Doppelvergaserversion mit 210 bhp (155 kW) und der Zweifach-Registervergaserversion mit 225 bhp (167 kW) entscheiden, die mit einem manuellen Dreiganggetriebe, einem Dreiganggetriebe mit Overdrive oder einer Flight-O-Matic (Automatikgetriebe) ausgestattet war.

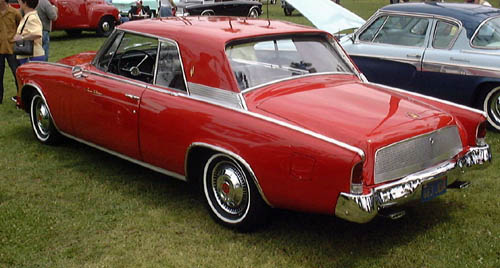
Rückansicht eines GT Hawk (1962)

Ab 1963 konnte man die „Jet Thrust“ R-Serie-Maschine von Avanti, die für den Studebaker Avanti entworfen worden war, für alle Studebaker ordern, wobei der übliche R1 240 bhp (176 kW) leistete, der aufgeladene R2 289 bhp (213 kW) und der aufgeladene Sondermotor mit 5 Litern Hubraum volle 335 bhp (248 kW). Das Fahrverhalten und die Bremsen wurden verbessert, um den Wagen den Hochleistungsmotoren anzupassen; es gab vorne und hinten Stabilisatoren, hintere Längslenker, Schwerlastfedern und Scheibenbremsen vorne, was alles in einem „Super Hawk“-Paket zusammengefasst wurde, das ab Mitte des Produktionsjahres für die mit R1- und R2-Motoren ausgestatteten Wagen lieferbar war. Die Motorenfabrik Avanti vergab für die Hawk- und Lark-Modelle Seriennummern, die mit „JT“ (für den R1) oder „JTS“ (für den R2) begannen, und nicht, wie im Avanti, solche mit „R“ oder „RS“.
Der GT Hawk war ein Leichtgewicht für ein amerikanisches Auto seiner Klasse und Zeit, und so machte ihn jeder der genannten Motoren zu einem Hochleistungswagen; die aufgeladenen R-Motoren erhöhten nur die schon vorhandene Leistungsfähigkeit. Obwohl die Studebaker-V8-Motoren für ihre Größe sehr schwer waren, war der Hawk nach Meinung der meisten Fahrer ein Wagen mit erstaunlich gutem Handling und sicherem Geradeauslauf.

## Jährliche Stylingänderungen

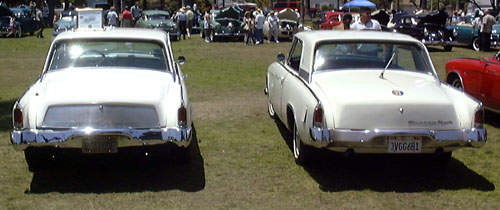
Links: 1963; rechts: 1964

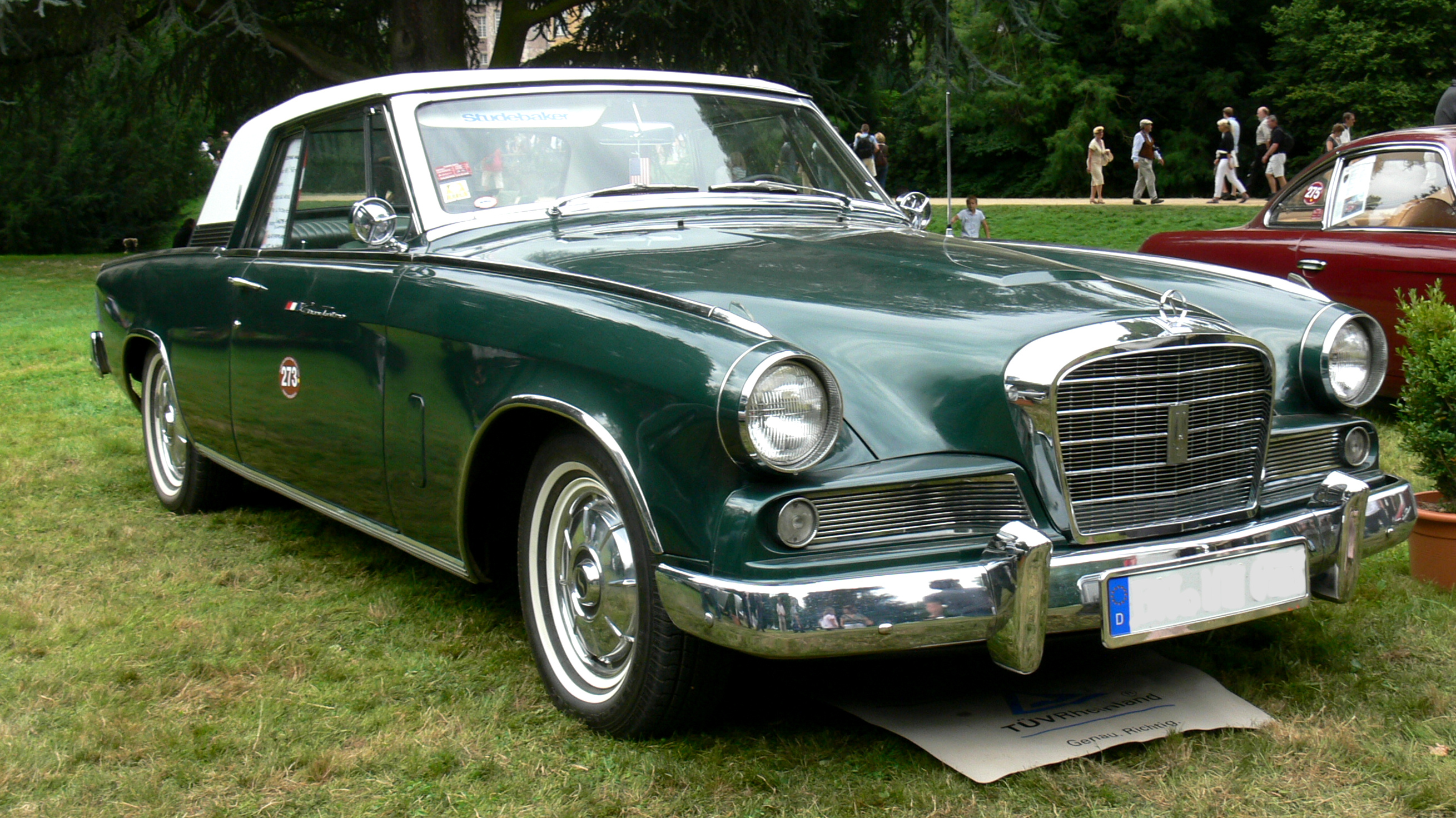
64er mit weißem Vinyldach

1963 wurde der Wagen leicht überarbeitet und erhielt Verbesserungen vorne, hinten und an den Seiten. Runde Parkleuchten unter den Hauptscheinwerfern ersetzten die eckigen und wurden in die Ecken der neuen Seitengrills mit rechteckigem Linienmuster über einem feinen Netz gesetzt. Dieselbe Linien-/Netzstruktur setzte sich im Kühlergrill fort und ersetzte dort das einfachere feine Netz des Vorgängermodells. Anfang 1963 wurden die Gehäuse der Parkleuchten geändert und die rechte Seite des Armaturenbretts erhielt ein Holzimitatmuster, das dem hinter den Instrumenten auf der linken Seite entsprach. Die Türen bekamen rot-weiß-blaue Embleme neben den GT-Emblemen, hinten wurden die Farben der Aluminiumverkleidung umgekehrt und auch auf der Kofferraumhaube wurde neben dem Hawk-Emblem ein rot-weiß-blaues angebracht. Im Innenraum bekamen die Hawk 1963 vertikale Falten in den Polstern, die die horizontalen von 1962 ersetzten, und weit besseres Vinyl.
Das 1964er-Modell des GT bekam einige wesentliche Designänderungen. Es gab endlich genug Geld für neue Presswerkzeuge, sodass die alte Kofferraumhaube mit ihren Einkerbungen abgeschafft werden konnte, die bei den Modellen 1962 und 1963 die Chromblende notwendig machte. Die neue, weicher gestaltete Kofferraumhaube trug den Schriftzug „Studebaker Hawk“. Auch der Kühlergrill wurde noch einmal geändert, und zwar in zwei Punkten: In der Mitte wurde ein „Hawk“-Emblem angebracht und oben in Mitte thronte das neue „S im Kreis“-Emblem, das alle Studebaker-Modelle 1964 trugen.
Die vielleicht interessanteste Änderung außen betraf den oberen Teil des Wagens: Stevens, der für das Gt-Modell ursprünglich ein halb mit Vinyl bezogenes Dach vorgesehen hatte, bekam 1964 endlich seinen Willen. Es gab das neue „Sportdach“ in zwei verschiedenen Farben (schwarz oder weiß) gegen Aufpreis von 65 US-$.
Es gab auch neue Radabdeckungen, wie beim Rest der 1964er-PKW-Linie, lackierte Punkte auf dem Vinyldach (anstatt der Löcher von 1962 bis 1963), neue Polsterung mit Silberfaden, eine stärkere obere Polsterung des Armaturenbrettes mit neuem Armaturenbrett unten und horizontale Falten in den Türverkleidungen, die die bisher vertikalen ersetzten. Darüber hinaus konnten die Hawk-Käufer zum ersten Mal direkt ab Werk ein MW/UKW-Radio mitbestellen.

## Der Gran Turismo geht nach Bonneville ... und streckt seine Flügel auch in NASCAR-Rennen
Andy Granatelli, damals Präsident der Studebaker Abteilung Paxton Products, schickte zwei 1964er Gran Turismo Hawk im September / Oktober 1963 nach Bonneville Flats. Beide Wagen, die South Bend mit regulären 289er-V8-Motoren verließen, wurden mit den großen 5,0 Liter - Hochleistungsmotoren der R-Serie, die Paxton für Studebaker herstellte, ausgestattet.
In Bonneville wurde der Wagen mit dem aufgeladenen R3-Motor in der September-Saison Fünfter und fuhr den fliegenden Kilometer mit einer Geschwindigkeit von 251,664 km/h. Der Wagen mit R4-Motor (als Saugmotor, aber mit zwei Zweifach-Registervergasern ausgestattet) wurde Vierter mit einer Durchschnittsgeschwindigkeit von 236,376 km/h.
Als Granatelli und seine Mitstreiter im Oktober zu dem Flats zurückkehrten, fuhr der R3-Wagen 246,4 km/h, während der R4-Wagen einige Male 216 km/h erreichte.
Neben den Hawks fuhren noch etliche andere Studebaker in dieser Zeit in Bonneville mit. Die Wagen der Firma errangen im September 72 USAC-Rekorde und erhöhten die Zahl auf 337 im Folgemonat. Die meisten Rekorde wurden durch die Daytona Cabriolets errungen, die auf dem Lark basierten, aber die Hawks machten auch einen hervorragenden Eindruck.
Beeindruckt von ihrer Leistung kaufte Dick Passwater, ein bekannter USAC- und NASCAR-Fahrer in den 1950er- und 1960er-Jahren, den R3-Wagen von Granatelli nach den Rennen in Bonneville. Passwater überzeugte Studebaker, ihn finanziell zu unterstützen und meldete den Wagen zum Yankee 300-Rennen 1964, ebenso wie zu einigen anderen Rennen und sogar einigen Geländefahrten. Der Wagen errang den größten Erfolg bei Yankee 300, wo Passwater Zehnter wurde, obwohl er Probleme mit den Bremsen hatten, die ihn zwangen, das Rennen vorzeitig zu beenden.
Als Nebenbemerkung: Passwater tauschte den Studebaker-Motor in dem Bonneville-erprobten Hawk in der Rennsaison 1965 gegen eine Pontiac-Maschine, wobei er einen kleinen Trick anwendete: Er montierte die Ventildeckel von Studebaker über die von Pontiac. In einer 2001 von Denny LeRoy für Jet Trust News, ein Magazin für Studebaker-Enthusiasten, geschriebenen Artikel sagte Passwater über seinen Motorentausch (der offensichtlich von der Rennleitung nicht bemerkt wurde): „Wir haben betrogen, und manchmal hat man uns erwischt, meistens aber nicht.“

## Auf dem Markt
Studebaker betrachtete den GT Hawk als Wagen im europäischen Stil, und so wurde er auch in Europa und anderen Erdteilen verkauft, wenn auch nicht in großen Stückzahlen. Die Wagen für Großbritannien und Australien waren rechtsgelenkt.
Auf dem Heimatmarkt lief der Verkauf zäh, dennoch wurden in den USA 8.388 Hawk (plus 947 Stück im Ausland) 1962 verkauft. 1963 gaben die Verkaufszahlen um mehr als die Hälfte nach auf 4.009 Stück (USA) und 625 Stück (Export). Das verkürzte Verkaufsjahr 1964 endete nach 1.484 Exemplaren für die USA und 283 Stück für den Export, alle im Kalenderjahr 1963.

## Ende der Modellreihe und Reputation als Sammlerstück
Als Studebaker im Dezember 1963 sein Werk in South Bend schloss, wurde auch der GT Hawk eingestellt. Alle Automobil-Aktivitäten der Gesellschaft konzentrierten sich auf das kanadische Werk in Hamilton (Ontario), wo der Lark noch zwei weitere Jahre mit Chevrolet-Motoren hergestellt wurde.
Der letzte Hawk mit der Fahrgestellnummer 64V-20197 wurde in „Astra White“ lackiert und an einen Kalifornier verkauft, der ihn bis Mitte der 1980er-Jahre behielt (Der Eigner ist zwischenzeitlich verstorben). Man glaubt, dass der Wagen heute noch existiert. Dieser Wagen war der letzte Studebaker aus South Bend, der an einen Privatmann verkauft wurde.
Heute ist der Gran Turismo Hawk sehr gesucht; die Preise sind allerdings noch erschwinglich, wenn man das Interesse der Autospezialisten bedenkt. Der GT Hawk wurde von der Milestone Car Society als automobiler Meilenstein anerkannt.